# لوسیفر (مجموعه تلویزیونی کره جنوبی)
لوسیفر (انگلیسی: Lucifer؛‏ کره‌ای: 마왕) یک مجموعه تلویزیونی محصول کره جنوبی در سال ۲۰۰۷ با بازی اوم ته وونگ، شین مین آ و جو جی هون است. این مجموعه از ۲۱ مارس تا ۲۴ مه ۲۰۰۷، روزهای چهارشنبه و پنجشنبه ساعت ۲۱:۵۵ (کی‌اس‌تی) از کی‌بی‌اس۲ پخش شد.
این مجموعه دومین بخش از از سه‌گانهٔ کارگردان پارک چان هونگ و نویسنده کیم جی وو پس از رستاخیز (۲۰۰۵) و پیش از کوسه (۲۰۱۳) است

## بازیگران

### اصلی
- اوم ته وونگ در نقش کانگ اوه سو[۳]
  - سو جون یونگ در نقش جوانی کانگ اوه سو
- شین مین آ در نقش سو هه این
  - کو جو یون در نقش جوانی سو هه این
- جو جی هون در نقش اوه سونگ ها/جونگ ته سونگ[۴]
  - کواک جونگ ووک در نقش جوانی جونگ ته سونگ